# Augochlorella acarinata
Augochlorella acarinata là một loài Hymenoptera trong họ Halictidae. Loài này được Coelho mô tả khoa học năm 2004.